# 大日方久美子

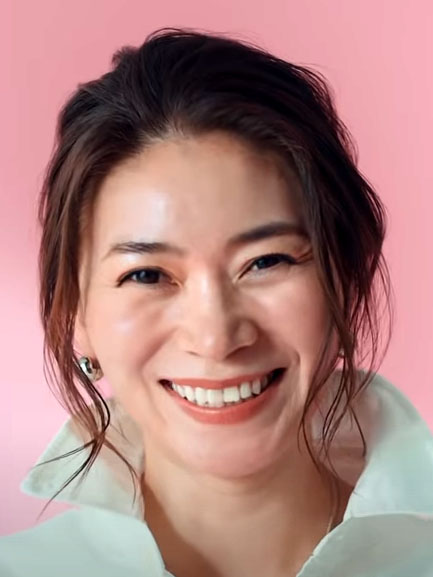
2020年撮影

大日方 久美子（おびなた くみこ、1976年7月19日 -  ）は、日本のファッションデザイナー、モデル、女優、作家、パーソナルスタイリストである、東京都出身、血液型はB型、蟹座、身長165cm。趣味はゴルフ。

## 経歴
- アパレル企業を経て2013年にパーソナルスタイリストとして独立。以後、様々なアーティストのファッションスタイリストとして活動し、業界から評価を受けている。2016年には著書も上梓し、活躍の場を広げている。

## 著書
- エレガントから作る大人シンプルスタイル（2016年4月）

## テレビ出演
- ヒルナンデス!（日本テレビ系列）
- 世界ルーツ探検隊（テレビ朝日系列）
- ノンストップ!（フジテレビ系列）
- にじいろジーン（フジテレビ系列、2016年11月19日）
- ウワサのお客さま (フジテレビ系列)

## ネット
- 10年後に差がつく、品格スタイル塾（by.sTV）毎週月曜日配信中